# Bad Lieutenant (1992)
Bad Lieutenant (bra: Vício Frenético) é um filme produzido nos Estados Unidos em 1992, co-escrito por Abel Ferrara e pela atriz e modelo Zoë Lund, e dirigido por Abel Ferrara.

## Sinopse
No Bronx, em Nova Iorque, um corrupto e abusivo detetive é viciado em drogas e em apostas, e tem um grande débito com uma quadrilha de apostadores. Ele abusa de sua autoridade para fazer acordos com traficantes e criminosos para obter drogas e dinheiro sujo.

## Elenco
- Harvey Keitel .... The Lieutenant
- Victor Argo.... Beat Cop
- Paul Calderón.... Policial #1
- Eddie Daniels.... Jersey Girl
- Bianca Hunter.... Jersey Girl
- Zoë Lund....  Zoe
- Vincent Laresca.... J.C.
- Frankie Thorn.... freira
- Fernando Véléz.... Julio
- Joseph Micheal Cruz....Paulo
- Paul Hipp.... Jesus
- Frank Adonis.... Large
- Anthony Ruggiero.... Lite

## Recepção
No consenso do agregador de críticas Rotten Tomatoes diz que "desafiará os espectadores menos insensíveis com sua representação da corrupção policial, mas o desempenho comprometido de Harvey Keitel torna difícil recusar." Na pontuação onde a equipe do site categoriza as opiniões da grande mídia e da mídia independente apenas como positivas ou negativas, o filme tem um índice de aprovação de 77% calculado com base em 48 comentários dos críticos. Por comparação, com as mesmas opiniões sendo calculadas usando uma média aritmética ponderada, a nota alcançada é 7,3/10.
Em outro agregador, o Metacritic, que calcula as notas das opiniões usando somente uma média aritmética ponderada de determinados veículos de comunicação em maior parte da grande mídia, tem uma pontuação de 67/100, alcançada com base em 18navaliações da imprensa anexadas no site, com a indicação de "revisões geralmente favoráveis".